# 牧眞司
牧 眞司（まき しんじ、1959年 - ）は、日本のSF研究者、文藝評論家、書評家。日本SF作家クラブ、日本古典SF研究会および日本推理作家協会会員。
妻は「SFファン交流会」主催で、日本SFファングループ連合会議前議長の牧紀子。

## 略歴
高校時代からSFファン活動を行う。星新一のファンクラブ「大江戸エヌ氏の会」元代表。東京理科大学工学部工業化学科卒（東京理科大学SF研究会に所属）。システム開発会社、編集プロダクション勤務を経て、現在はフリーランス・ライター。SF研究家として雑誌のコラムや文庫の解説なども手がける。
年次SFイベント、SFセミナーの創始者でもある。1982年日本SF大会「TOKON8」事務局長。雑誌『SFアドベンチャー』で1986年から1992年までファンジン評記事「ファンダム・アクセス」を担当した。また、「SFファンジン大賞」の審査員も長らく務めた。1990年、SFファン活動における功績により柴野拓美賞を受賞した。
2013年度～2016年度日本SF大賞選考委員。2015年、大森望と共同編集の『サンリオSF文庫総解説』で星雲賞ノンフィクション部門を受賞。2016年から、書評サイトシミルボンに関わり「牧眞司コラム大賞」を開催。
他に、John Clute & John Grant 編 "The Encyclopedia of Fantasy" の "Japan" の項目を担当した。

## 単著
- 『ブックハンターの冒険 - 古本めぐり』（学陽書房） 2000.4
- 『世界文学ワンダーランド』（本の雑誌社） 2007.3
- 『JUST IN SF』（本の雑誌社） 2016.5
- 『『けいおん!』の奇跡、山田尚子監督の世界』（扶桑社） 2021.12

## 編著・共著
- 『ルーティーン: 篠田節子SF短篇ベスト』（篠田節子、編、早川書房、ハヤカワ文庫JA） 2013.12
- 『柴野拓美SF評論集 理性と自走性 - 黎明より』（柴野拓美、編、東京創元社） 2014.4
- 『サンリオSF文庫総解説』（大森望共編、共著、本の雑誌社） 2014.9
- 『きまぐれ星からの伝言』（星新一他、編、徳間書店） 2016.8
- 『町かどの穴 ラファティ・ベスト・コレクション1』（R・A・ラファティ、牧眞司編、伊藤典夫, 浅倉久志他訳、ハヤカワ文庫SF） 2021.10 - 日本オリジナル短編集
- 『ファニーフィンガーズ ラファティ・ベスト・コレクション2』（R・A・ラファティ、牧眞司編、伊藤典夫, 浅倉久志他訳、ハヤカワ文庫SF) 2021.12 - 日本オリジナル短編集

## 翻訳
- 『SF雑誌の歴史』（マイク・アシュリー、東京創元社） 2004.7
- 『SF雑誌の歴史 黄金期そして革命』（マイク・アシュリー、東京創元社） 2015.1